# Mongoliets riksvapen

Mongoliska folkrepublikens riksvapen

Mongoliets riksvapen infördes 1992. Det vilar på en lotusblomma - en symbol för renhet - och omges av en ram av sammanflätade kors som uttrycker beständighet, lycka och framgång. Den blå bakgrunden symboliserar himlen och evigheten och den bevingade hästen är en symbol för oberoende. Överst ses de tre ädelstenarna, en buddhistisk sinnebild för visdom. Längst ner finns symboler för landets bergiga natur och ytterligare en tradittionell buddhitisk symbol, hjulet.
I sin utformning påminner det fortfarande om realsocialistiska staternas vapen. Detta beror på att ett socialistiskt emblem har stått som förebild.